# William Wellesley-Pole
William Wellesley-Pole (20 mai 1763 - 22 février 1845), connu sous le nom de Lord Maryborough entre 1821 et 1842, est un homme politique anglo-irlandais et un frère aîné du duc de Wellington. Son nom de famille a changé deux fois: il est né sous le nom de Wesley, qu’il a changé en Wesley-Pole à la suite d’un héritage en 1781. En 1789, l'orthographe est modifiée en Wellesley-Pole, tout comme d'autres membres de la famille ont changé de Wesley en Wellesley.

## Jeunesse

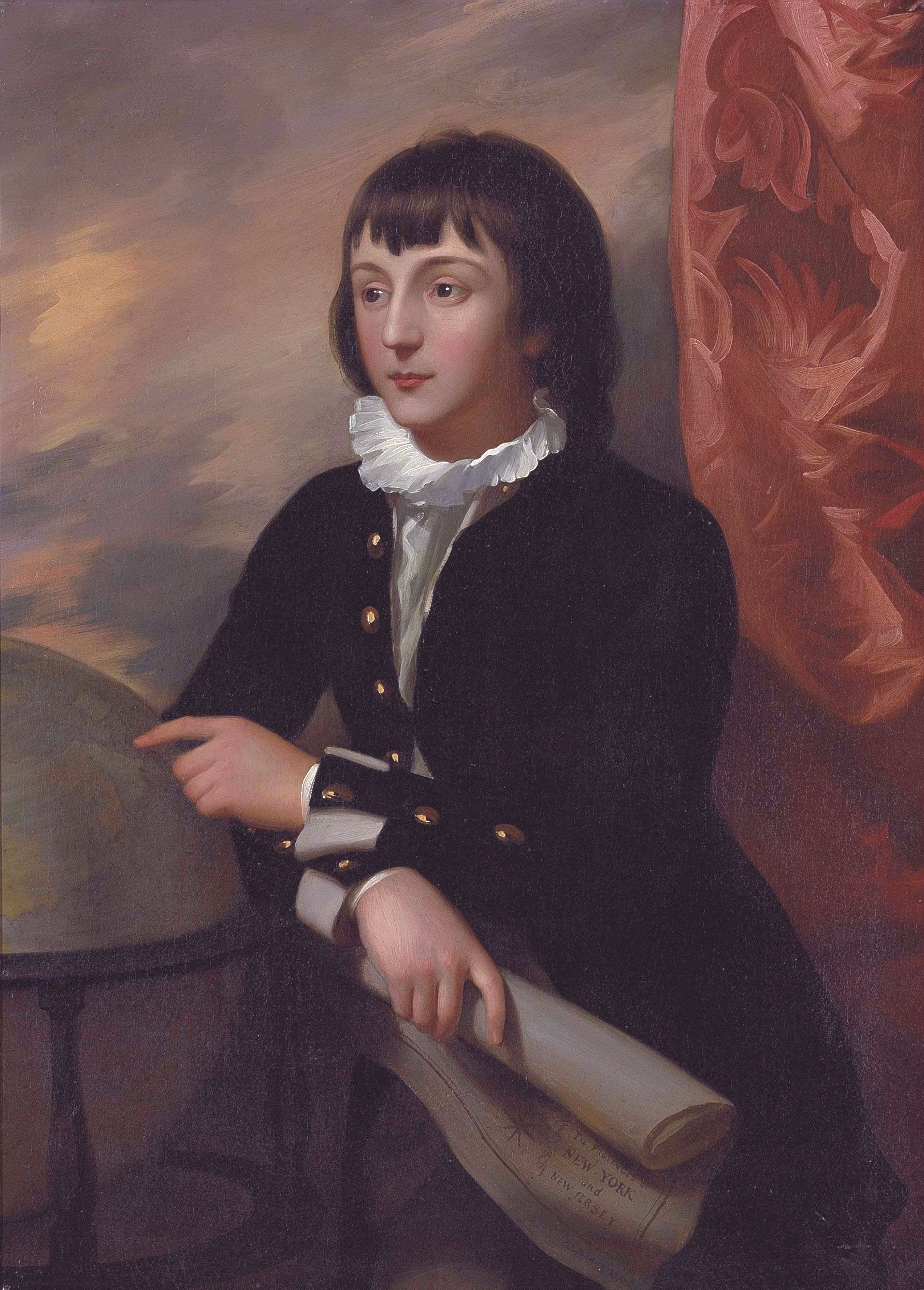
Le jeune William Wesley âgé de 14 ans peint en 1777 par Benjamin West

Il est né sous le nom de William Wesley au château de Dangan, deuxième fils de Garret Wesley (1er comte de Mornington), de son mariage avec l'hon. Annie Hill, fille d'Arthur Hill-Trevor (1er vicomte Dungannon). Il est le frère cadet de Richard Wesley, futur marquis Wellesley, et le frère aîné d'Arthur, qui devient duc de Wellington et d'Henry.
Il fait ses études au Collège d'Eton (1774-1776) avant d'entrer dans la Marine royale en tant qu'aspirant, servant dans la Marine de 1777 à 1783; notamment à bord du HMS Lion, un nouveau navire lancé en 1777 lors de la Bataille de la Grenade en 1779 .

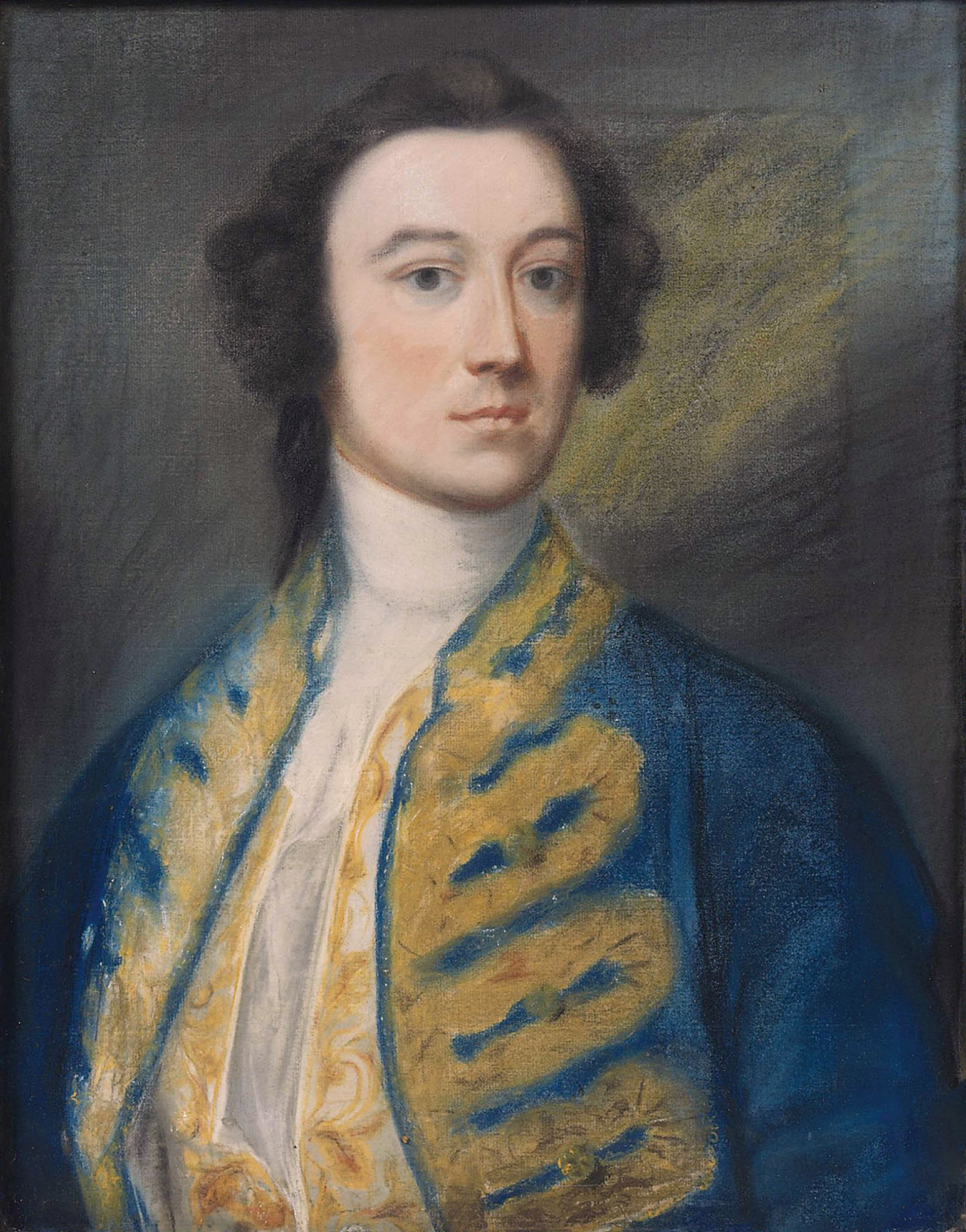
William Pole (décédé en 1781), de Ballyfin, en Irlande, qui, à sa mort, légua sa succession à William Wesley

En raison des dettes de leur père, la famille Wesley connait une situation financière difficile. Cela est partiellement atténué par la mort sans descendants en 1781 de William Pole, de Ballyfin en Irlande, son parrain et le mari de sa grand-tante Ann Colley, qui lègue ses biens à Wesley, à la condition habituelle dans de telles situations, qu'il prenne le nom de famille "Pole". Pole est le descendant de Peryam Pole, troisième fils de l'antiquaire Sir William Pole (antiquaire) (en) (1561-1635) de Shute House, dans le Devon, frère de Sir John Pole, premier baronnet. Il a épousé Ann Colley, la sœur du grand-père de Wesley, Richard Wesley, 1er baron Mornington (1690–1758). Ce Wesley est né Richard Colley, mais il a changé de nom en 1728, à la suite d’un héritage, en Wesley. C’est ainsi qu’en 1781, conformément au testament de son grand-oncle William Pole, Wesley change de nom et devient Wesley-Pole.

## Carrière politique
Conservateur, Mornington est député du Parlement irlandais pour Trim de 1783 à 1790 et de la Chambre des communes britannique pour East Looe de 1790 à 1795 et du comté de Queen's de 1801 à 1821. Il exerce les fonctions de secrétaire de l'Amirauté auprès du duc de Portland entre 1807 et 1809 et de secrétaire en chef pour l'Irlande sous Spencer Perceval entre 1809 et 1812. Il est également Lord du trésor irlandais entre 1809 et 1811 et chancelier du Trésor irlandais entre 1811 et 1812. Il est membre du conseil privé britannique et du Conseil privé d'Irlande en 1809. Il sert dans le gouvernement de Lord Liverpool de 1814 à 1823 en tant que Maître de la Monnaie. En 1821, il est élevé à la Pairie du Royaume-Uni en tant que baron Maryborough, de Maryborough dans le comté de Queen's (aujourd'hui Portlaoise, comté de Laois). En 1823, il est nommé à vie Custos Rotulorum du comté de Queen's. De 1823 à 1830, il est le maître des Buckhounds et de 1834 à 1835, ministre des Postes. À partir de 1838, il occupe le poste honorifique de capitaine de Deal Castle .
À la mort en 1842 de son frère aîné Richard Wellesley, 1er marquis Wellesley et 2e comte de Mornington, il lui succède en tant que 3e comte de Mornington.

## Mariage et descendance

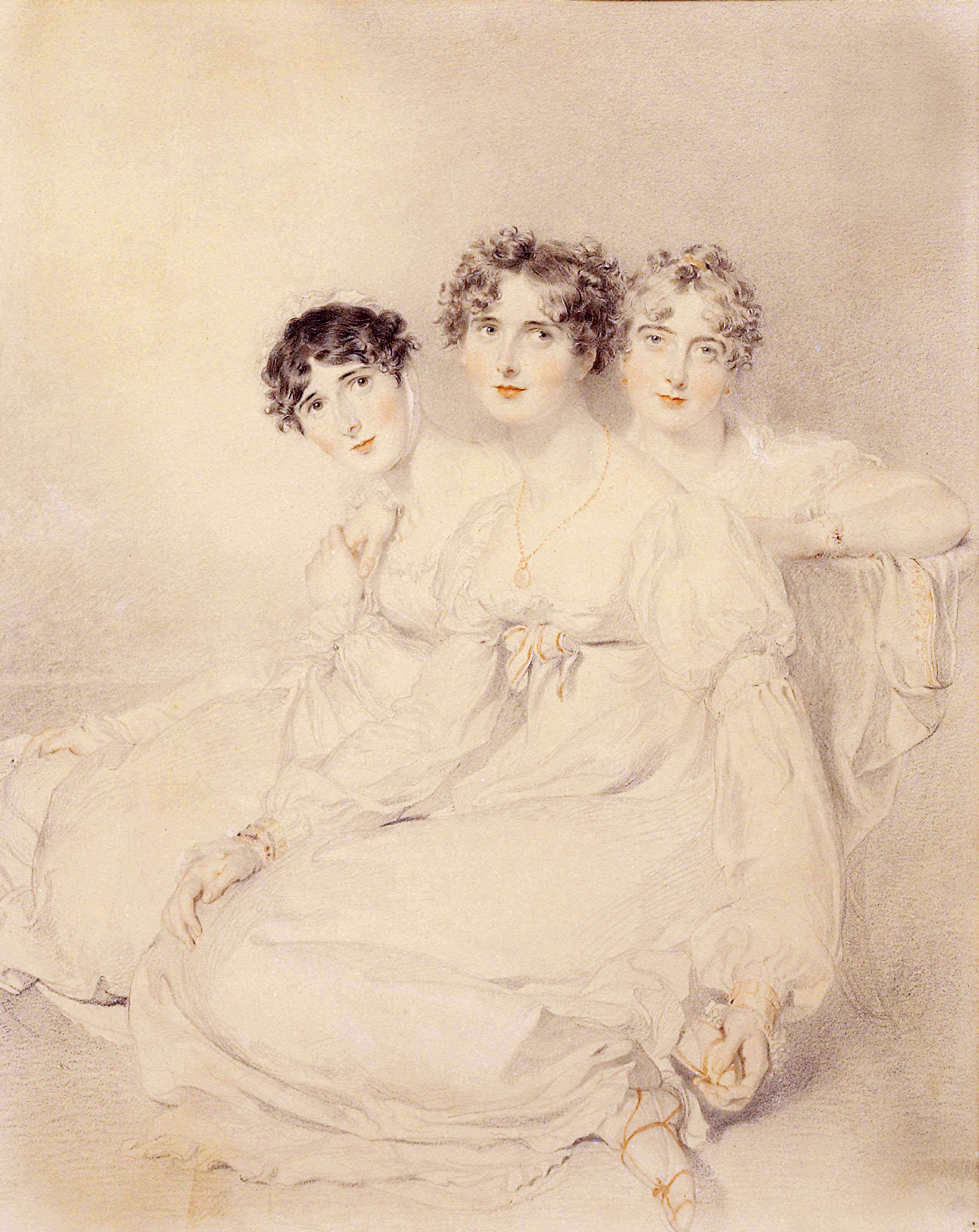
Les sœurs Wellesley-Pole, de Thomas Lawrence (1769-1830). De gauche à droite: Lady Mary Charlotte Anne, Lady Emily Harriet et Lady Priscilla Anne

En 1784, Lord Mornington épouse Katherine Elizabeth Forbes, fille de l'amiral John Forbes et petite-fille de George Forbes (3e comte de Granard) (en), et de William Capell (3e comte d'Essex). Ils ont un fils et trois filles:
- William Pole-Tylney-Long-Wellesley (4e comte de Mornington) (1788-1857), qui hérite des titres de son père.
- Mary Charlotte Anne Wellesley (1786-1845), qui épouse Charles Bagot, le 22 juillet 1806. Le couple a quatre fils et six filles. La famille accompagne ses parents au Canada lors de la nomination de Charles Bagot au poste de gouverneur général de l'Amérique du Nord britannique, le 12 janvier 1842. En tant qu'épouse d'un gouverneur général du Canada, Lady Bagot prend le titre de «Son Excellence» à Montréal en août 1842. Après le décès de son mari à Kingston (Ontario) le 18 mai 1843, elle accompagne la dépouille en Angleterre. Elle est décédée à Londres le 2 février 1845 [4].
- Emily Harriet (1792–1881), épouse en 1814 de FitzRoy Somerset, futur 1er baron Raglan .
- Priscilla Anne (1793-1879), qui épouse John Fane (11e comte de Westmorland)[5].